# Johnny Dorelli (album)
Johnny Dorelli è un album del 1965 del cantante italiano Johnny Dorelli.

## Tracce

### Lato A
1. Probabilmente
2. L'Appuntamento
3. Era Settembre
4. Le Rose Sono Rosse
5. La Settimana Corta
6. Una Rosa Per Valentina

### Lato B
1. Lettera A Pinocchio
2. Su Ragazza Hush
3. Svegliati Con Me
4. Eri Tu
5. Tu Che Piangi
6. La Domenica Insieme

## Formazione

### Musicale
- Pino Calvi
- Enzo Ceragioli
- Piero D'Orget
- Gianni Ferrico
- Franco Monaldi